# كليفورد ميلبورن هولاند
كليفورد ميلبورن هولاند (بالإنجليزية: Clifford Milburn Holland)‏ هو مهندس أمريكي، ولد في 13 مارس 1883 في Somerset, Massachusetts ‏ في الولايات المتحدة، وتوفي في 7 أكتوبر 1924 في باتل كريك في الولايات المتحدة.

## وصلات خارجية
- كليفورد ميلبورن هولاند على موقع الموسوعة البريطانية (الإنجليزية)
- كليفورد ميلبورن هولاند على موقع إن إن دي بي (الإنجليزية)